# Вільховецька сільська рада (Звенигородський район)
Вільхове́цька сільська́ ра́да — адміністративно-територіальна одиниця та орган місцевого самоврядування у Звенигородському районі Черкаської області. Адміністративний центр — село Вільховець.

## Загальні відомості
- Населення ради: 3 048 осіб (станом на 2001 рік)

## Населені пункти
Сільській раді були підпорядковані населені пункти:
- с. Вільховець

## Склад ради
Рада складалася з 20 депутатів та голови.
- Голова ради: Колосенко Тетяна Олексіївна
- Секретар ради: Лисенко Марія Іванівна

### Керівний склад попередніх скликань
| Прізвище, ім'я, по батькові | Основні відомості                                                         | Дата обрання | Дата звільнення |
| --------------------------- | ------------------------------------------------------------------------- | ------------ | --------------- |
| Колосенко Тетяна Олексіївна | Сільський голова, 1949 року народження, член Народної партії              | 26.03.2006   | 31.10.2010      |
| Колосенко Тетяна Олексіївна | Сільський голова, 1958 року народження, освіта вища, член Народної партії | 31.10.2010   |                 |

Примітка: таблиця складена за даними сайту Верховної Ради України

### Депутати
За результатами місцевих виборів 2010 року депутатами ради стали:

#### За суб'єктами висування
| Суб'єкт висування           | Кількість обраних депутатів | %  |
| --------------------------- | --------------------------- | -- |
| Партія регіонів             | 9                           | 45 |
| Самовисування               | 8                           | 40 |
| Комуністична партія України | 3                           | 15 |

#### За округами
| № округу                    | Прізвище, ім'я, по батькові         | Дата визнання обраним | Освіта  | Партійна приналежність | Відомості про обраного депутата                        |
| --------------------------- | ----------------------------------- | --------------------- | ------- | ---------------------- | ------------------------------------------------------ |
| Комуністична партія України |                                     |                       |         |                        |                                                        |
| 6                           | Шеремет Олександр Васильович        | 03.11.2010            | середня | позапартійний          | тимчасово не працює                                    |
| 10                          | Богдан Петро Володимирович          | 03.11.2010            | середня | позапартійний          | тимчасово не працює                                    |
| 15                          | Десятніченко Катерина Володимирівна | 03.11.2010            | середня | позапартійна           | пенсіонер                                              |
| Партія регіонів             |                                     |                       |         |                        |                                                        |
| 2                           | Коберник Надія Олексіївна           | 03.11.2010            | середня | член Партії регіонів   | Вільховецька амбулаторія, фельдшер                     |
| 4                           | Лисенко Марія Іванівна              | 03.11.2010            | середня | член Партії регіонів   | Вільховецька сільська рада, секретар                   |
| 7                           | Самелюк Ганна Василівна             | 03.11.2010            | середня | член Партії регіонів   | Вільховецька амбулаторія, медсестра                    |
| 9                           | Пономаренко Людмила Василівна       | 03.11.2010            | середня | член Партії регіонів   | Вільховецька сільська рада, головний бухгалтер         |
| 12                          | Лінчевська Наталія Сергіївна        | 03.11.2010            | середня | член Партії регіонів   | Вільховецьке відділення зв'язку, листоноша             |
| 14                          | Олефіренко Олена Вікторівна         | 03.11.2010            | середня | член Партії регіонів   | Вільховецька амбулаторія, медсестра                    |
| 16                          | Коваленко Леонід Володимирович      | 03.11.2010            | середня | член Партії регіонів   | тимчасово не працює                                    |
| 17                          | Соловей Ольга Іванівна              | 03.11.2010            | вища    | член Партії регіонів   | Вільховецька бібліотека — філіал, завідувачка          |
| 20                          | Коваленко Валентина Іванівна        | 03.11.2010            | вища    | член Партії регіонів   | Вільховецький НВК, заступник директора                 |
| Самовисування               |                                     |                       |         |                        |                                                        |
| 1                           | Дяденко Тетяна Миколаївна           | 03.11.2010            | середня | позапартійна           | тимчасово не працює                                    |
| 3                           | Сауляк Інна Володимирівна           | 03.11.2010            | вища    | позапартійна           | Вільховецька загальноосвітня школа, соціальний педагог |
| 5                           | Задорожній Андрій Іванович          | 03.11.2010            | середня | позапартійний          | пенсіонер                                              |
| 8                           | Сенченко Валерій Володимирович      | 03.11.2010            | середня | позапартійний          | Вільховецький НВК, робочий                             |
| 11                          | Сухомлин Лариса Станіславівна       | 03.11.2010            | середня | позапартійна           | Звенигородське відділення зв'язку, листоноша           |
| 13                          | Скідченко Микола Степанович         | 03.11.2010            | середня | позапартійний          | Звенигородський ОБ, охоронець                          |
| 18                          | Колісниченко Людмила Миколаївна     | 03.11.2010            | середня | позапартійна           | Вільховецьке відділення зв'язку, начальник             |
| 19                          | Петренко Павло Петрович             | 03.11.2010            | середня | позапартійний          | приватний підприємець                                  |